# Ecov
Ecov est une société française fondée en 2014 qui développe des solutions de covoiturage, principalement sous la forme de lignes de covoiturage, dans les territoires périurbains et ruraux. L'entreprise est un opérateur de mobilité pour le compte des collectivités locales, comme sur ses réseaux phares de Lyon ou de Grenoble.

## Concept
Ecov met en oeuvre le concept de ligne de covoiturage. Les lignes Ecov sont reconnaissables à leurs infrastructures spécifiques : arrêts aménagés comme des arrêts de bus, avec encoche et mobilier spécifique (abribus, totem) et utilisation de panneaux à message variables pour indiquer la destination du passager (message apparaissant sous la forme de "Un passager pour <Destination>").
Le service est financé principalement par les collectivités locales qui couvrent les coûts d'investissement et la majorité des coûts d'exploitation. Le plus souvent, le service est gratuit pour les passagers, la collectivité rémunérant directement les conducteurs pour leur inscription au service et lorsqu'ils transportent des passagers. Certains réseaux, notamment dans les zones plus rurales, fonctionnent sur le modèle de l'autostop amélioré, utilisant principalement des panneaux à messages variables actionnés directement depuis un bouton au niveau de l'arrêt. Dans ce cas, il n'y a pas de rémunération des conducteurs.

## Historique
Ecov a été fondée en 2014 par Thomas Matagne et Arnaud Bouffard, avec la volonté de réinventer la mobilité en zones peu denses et ainsi répondre aux défis environnementaux.
L'entreprise est agréée ESUS (entreprise solidaire d’utilité sociale) depuis sa création.
En 2018, Ecov lance Lane, sa première ligne de covoiturage à haut niveau de service (CoHNS), entre Bourgoin-Jallieu et Lyon. La ligne bénéficie notamment d'un service de garantie taxi pour les passagers, en cas de manque de conducteur.
2020 voit le lancement de la première ligne de covoiturage couplée à l'utilisation d'une voie réservée covoiturage, sur l'A48, entre Voiron et Grenoble.
En 2023, Ecov réussit une levée de fonds de 11,8 millions d'euros, auprès de la Banque des territoires (CDC), BNP Paribas, Ademe Investissement et Maif Impact.

## Lignes de covoiturage opérées

### Réseaux actuels
L'entreprise opère principalement sous ses propres marques (Covoit'ici, Lane, Covoit'go) mais exploite également des réseaux en marque blanche (sous un nom local reprenant l'identité de la collectivité ou du réseau de transport local).
L'entreprise exploite actuellement les réseaux suivants sous ses propres marques :
- Lane (Métropole de Lyon/Communauté d'agglomération Portes de l'Isère) ;
- Covoit'ici Grand Reims ;
- Covoit'ici Plaine de l'Ain ;
- Covoit'ici Rouen Seine Normandie ;
- Covoit'ici Boulay-Metz ;
- Covoit'ici Vexin ;
- Covoit'ici Verdon ;
- Covoit'go Pays du Sundgau ;
- Covoit'go Ouest Rhodanien ;
- Covoit'go Courchevel ;
- Covoit'go Brocéliande Communauté.

Les réseaux exploités en marque blanche sont les suivants :
- M Covoit' Lignes + (SMMAG)
- OnCovoit' (Communauté de communes Coeur de Savoie)
- Hé ! Léman (Pôle métropolitain du Genevois français)
- Star't (réseau de transport en commun de Rennes Star)
- Synchro covoiturage (Grand Chambéry)
- Soyez spontané, covoiturez (Grand Lac)

### Réseaux abandonnés
Sur décision des collectivités financeuses du service, certaines lignes ont été abandonnées à la fin d'une période d'expérimentation.
Il s'agit des réseaux Covoit'ici Vallée de Kaysersberg (Communauté de communes de la Vallée de Kaysersberg), Covoit'ici Ouest Rhodanien, Covoit'ici Rochefort-Montagne Clermont-Ferrand (SMTC-AC), Covoit'ici Provence Verte(Communauté d'agglomération Provence Verte) et Covoit'ici Salon de Provence (expérimentation avec Car Postal France).